# Kenzie
Kenzie (hangeul: 켄지 Kenji, de son vrai nom Kim Yeon Jung, née en 1976 dans la préfecture de Shimane au Japon) est une compositrice signée sous SM Entertainment. Elle a composé des douzaines de chansons pour des collègues de label tels que BoA, Isak N Jiyeon, Super Junior, The Grace, TVXQ, Girls' Generation, SHINee, f(x), EXO,  NCT Dream, Red Velvet et SuperM.

## Biographie
Kim Yeon Jung est née dans la préfecture de Shimane au Japon en 1976. Elle est mariée au parolier Kim Jung Bae avec qui elle collabore pour créer la plupart des chansons sorties par les artistes de SM Entertainment.
Elle était une étudiante de '99 du Berklee College of Music, majorant en production musicale et ingénierie. Elle a déménagé aux États-Unis pour continuer ses études bien que son objectif était toujours de devenir productrice musicale et compositrice dans son pays natal, la Corée du Sud. Bien qu'elle ait été entraînée à la musique classique et qu'elle sache jouer du piano et de la trompette, elle s'est dirigée vers la scène pop et en voyant le succès de groupes sous SM Entertainment tels que S.E.S. et H.O.T., elle s'est fixé le but de travailler avec SM, chose qu'elle a accomplie après l'obtention de son diplôme en rencontrant le PDG Lee Soo-man en personne.
Ses chansons favorites, dont la composition est la sienne, sont les hits no 1: "My Name" de BoA et "Oh!" de Girls' Generation, avec la première chanson de f(x) "La Cha Ta". Ses objectifs futurs sont d'étendre ses horizons dans le domaine musical et de travailler avec des artistes américains et européens pour explorer et montrer les sons multiculturels de sa musique, qui inclut des influences occidentales et orientales.